# 제레미 레인

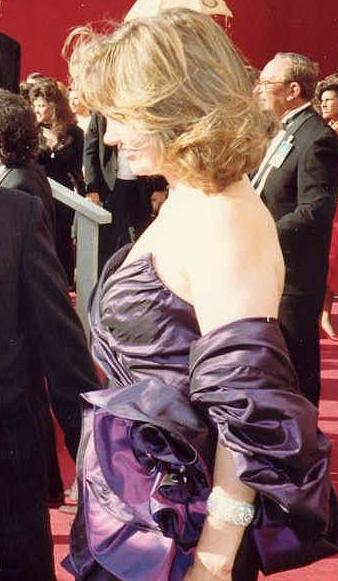

제레미 레인(영어: Jeramie Rain 제러미 레인[*], 영어 발음: /ˈdʒɛrəmi/, 1948년 8월 23일 ~ )은 미국의 배우이다.
찰스턴에서 태어났다.

## 영화
- 왼편 마지막 집 (1972) - 세이디 역